# Canton de Nérac
Le canton de Nérac est une ancienne division administrative française située dans le département de Lot-et-Garonne, en région Aquitaine.

## Géographie
Ce canton était organisé autour de Nérac dans l'arrondissement de Nérac. Son altitude variait de 38 m (Nérac) à 202 m (Moncaut) pour une altitude moyenne de 126 m.

## Composition
Le canton de Nérac groupait 8 communes.
| Nom                    | Code Insee | Intercommunalité     | Superficie (km2) | Population (dernière pop. légale) | Densité (hab./km2) |
| ---------------------- | ---------- | -------------------- | ---------------- | --------------------------------- | ------------------ |
| Nérac (chef-lieu)      | 47195      | CC Albret Communauté | 62,68            | 7 085 (2014)                      | 113                |
| Andiran                | 47009      | CC Albret Communauté | 9,89             | 218 (2014)                        | 22                 |
| Calignac               | 47045      | CC Albret Communauté | 18,38            | 532 (2014)                        | 29                 |
| Espiens                | 47090      | CC Albret Communauté | 17,48            | 386 (2014)                        | 22                 |
| Fréchou                | 47103      | CC Albret Communauté | 11,97            | 208 (2014)                        | 17                 |
| Moncaut                | 47172      | CC Albret Communauté | 15,76            | 621 (2014)                        | 39                 |
| Montagnac-sur-Auvignon | 47180      | CC Albret Communauté | 22,69            | 612 (2014)                        | 27                 |
| Saumont                | 47287      | CC Albret Communauté | 6,74             | 252 (2014)                        | 37                 |

À la suite du redécoupage cantonal de 2014, Nérac est le chef-lieu du nouveau canton de l'Albret.

## Démographie
| 1962  | 1968  | 1975  | 1982  | 1990  | 1999  | 2006  | 2011  | 2012  |
| ----- | ----- | ----- | ----- | ----- | ----- | ----- | ----- | ----- |
| 9 004 | 9 458 | 9 303 | 9 015 | 9 233 | 9 022 | 9 349 | 9 835 | 9 852 |

## Représentation

### Conseillers généraux de 1833 à 2015
| Période           | Période           | Identité                             | Étiquette                | Qualité |
| ----------------- | ----------------- | ------------------------------------ | ------------------------ | --- |
| 1833              | 1839              | Pierre Mauvezin                      |                          | Maire de Nérac (1835-1842)                                                                                 |
| 1839              | 1861              | Charles François Laffite aîné        | Majorité dynastique      | Ancien magistrat, propriétaire à Nérac, conseiller d'arrondissement Député (1852-1862)                     |
| 1861              | 1870              | Eugène Lefranc, Marquis de Pompignan |                          | Ancien chef de cabinet du Préfet de l'Eure Propriétaire à Nérac                                            |
| 1870              | 1871              | Charles de Saint-Gresse              | Républicain              | Avocat à la Cour de Toulouse Propriétaire à Moncaut                                                        |
| 1871              | 1886              | Armand Fallières                     | ARD                      | Maire de Nérac de 1871 à 1874 et en 1877 Président du conseil général de 1883 à 1886 Député de 1876 à 1889 |
| 1886              | 1898              | Jean-Baptiste Darlan                 | UP                       | Maire de Nérac (1878-1900)                                                                                 |
| 1898              | 1898 (annulation) | Théodore Minières                    | Républicain opportuniste | Médecin, conseiller municipal de Nérac                                                                     |
| 1898              | 1903 (décès)      | Frix Monthus                         | Rad.                     | Greffier de la justice de paix à Nérac                                                                     |
| 1903              | 1904              | Théodore Minières                    | Républicain              | Médecin, conseiller municipal de Nérac                                                                     |
| 1904              | 1910              | Jean-Émile Fréchou                   | Rad.                     | Pharmacien Maire de Nérac (1900-1908)                                                                      |
| 1910              | 1940              | Paul Courrent                        | Rad.                     | Avocat Député (1928-1942) Maire de Nérac (1919-1939)                                                       |
|                   |                   |                                      |                          | |
| 1945              | 1966 (décès)      | Gabriel Lapeyrusse                   | Rad. puis CNIP puis UNR  | Maraîcher-expéditeur Député (1958-1966) Maire de Nérac (1945-1966)                                         |
| 18 septembre 1966 | 1976              | Georges Caillau                      | RI                       | Secrétaire général de mairie Député (1968-1973) Maire de Nérac (1969-1977)                                 |
| 1976              | 1982              | André Garbay                         | PCF                      | Instituteur - Maire de Nérac (1977-1983)                                                                   |
| 1982              | 2001              | Jean-Louis Brunet                    | UDF                      | Médecin - Maire de Nérac de 1983 à 2008                                                                    |
| 2001              | 2008              | Gabriel Chazallon                    | UDF puis UMP             | Directeur de production de truffes en retraite à Nérac                                                     |
| 2008              | 2015              | Nicolas Lacombe                      | PS                       | Directeur d'école Maire de Nérac depuis 2008 Élu en 2015 dans le canton de l'Albret                        |

### Conseillers d'arrondissement (de 1833 à 1940)
Le canton de Nérac avait deux conseillers d'arrondissement.
| Période                                  | Période          | Identité                                   | Étiquette   | Qualité |
| ---------------------------------------- | ---------------- | ------------------------------------------ | ----------- | --- |
| 1833                                     | 1842             | Romain Joseph Lacomme                      |             | Propriétaire à Nérac                                                                                        |
| 1833                                     | 1839             | Charles François Laffite aîné              |             | Président du Tribunal civil de Nérac, propriétaire à Calignac                                               |
| 1839                                     | 1848             | M. Pégrimard                               |             | Juge de paix à Nérac                                                                                        |
| 1842                                     | 1848             | M. Castaing                                |             | Banquier à Nérac                                                                                            |
|                                          |                  |                                            |             | |
| av.1876                                  | 1895             | Paul-Lambert Dupré de Pomarède (1813-1895) | Républicain | Propriétaire du château de Couloumé à Nérac, ancien officier du génie militaire                             |
| 1880                                     | 1891 (démission) | Pierre-René Courrent                       | Républicain | Négociant à Nérac, ancien capitaine des zouaves                                                             |
| 1892                                     | 1907             | André Henri Frédéric Prœsamlé              | Républicain | Brasseur, adjoint au maire de Nérac                                                                         |
| 1895                                     | 1901             | Louis-Auguste Pons                         | Républicain | Médecin de l'hospice de Nérac, Président du Conseil d'arrondissement                                        |
|                                          |                  |                                            |             | |
| 1907                                     |                  | M. Laffargue                               | Conc.rép.   | Propriétaire à Moncaut                                                                                      |
| 1907                                     |                  | M. Ader                                    | Conc.rép.   | Propriétaire à Nérac                                                                                        |
|                                          |                  |                                            |             | |
| 1919                                     |                  | André Laborde                              | Rad.        | |
| 1919                                     |                  | Osmin Bozis                                | Rad.        | |
|                                          | 1931             | M. Dulong                                  | Rad.        | Professeur à l'école primaire supérieure, adjoint au maire de Nérac                                         |
| 1931                                     | 1940             | Albert Laffitte                            | Rad.        | |
| 1931                                     | 1940             | Lucien Mulle                               | Rad.        | Maire d'Espiens                                                                                             |
| 1940                                     |                  |                                            |             | Les conseils d'arrondissement ont été suspendus par la loi du 12 octobre 1940 et n'ont jamais été réactivés |
| Les données manquantes sont à compléter. |                  |                                            |             | |